# Relatief gehoor
Een relatief gehoor is het vermogen om de relatie tussen twee of meer gegeven tonen op het gehoor te herkennen. Men noemt het 'relatief' omdat iedere nieuwgevonden toonafstand of toonhoogte is afgeleid of in betrekking staat met andere tonen. Het relatieve gehoor is als aanleg aangeboren en kan door oefening ontwikkeld worden. 
Door het brede publiek wordt absoluut gehoor als een bewijs van muzikaliteit gezien. In werkelijkheid is er geen aantoonbaar verband. Absoluut gehoor zegt namelijk niks over de relaties tussen de tonen die uiteindelijk de muzikale constructie en dus de betekenis bepalen.
Het relatieve gehoor daarentegen is daadwerkelijk van groot belang voor de muzikant.